# Верхний Кожлаер
Верхний Кожлаер (мар. Кожлаер) — деревня в Моркинском районе Республики Марий Эл. Входит в состав Коркатовского сельского поселения.

## География
Находится в юго-восточной части республики Марий Эл на расстоянии приблизительно 15 км по прямой на запад-юго-запад от районного центра посёлка Морки.

## История
Известна с 1763 года, когда в деревне числилось 137 человек. В 1825 году в 116 дворах проживало 228 мужского населения. В 1914—1917 гг. проживали 911 человек. В 1919—1921 г. находилось 92 двора, проживали 660 человек. В 1932 году здесь проживали 502 человека, мари. В 2004 году в деревне оставалось 107 хозяйств. В советское время работали колхозы «Вончо», «Звезда» и «Путь Ленина».

## Население
Население составляло 333 человек (мари 95 %) в 2002 году, 306 в 2010.